# Don Francis (Entertainer)

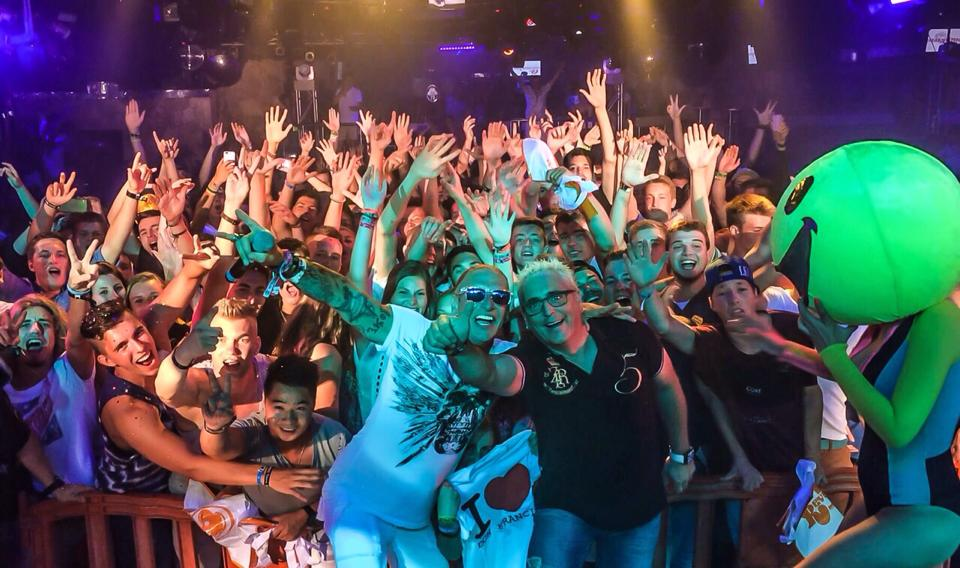
Don Francis und Oskar Whitemaster (vorne; 2015)

Don Francis (* 1974 als Francis Hage in Hamburg) ist ein deutscher Partyveranstalter und Entertainer. Er ist der selbst ernannte „König von Lloret de Mar“.

## Leben
Nach dem Schulabbruch mit 15 hatte Francis Hage einen eigenen Nachtclub an der Reeperbahn, mit 18 eine Bordellkonzession. Nach einer Razzia saß er mit 19 im Gefängnis. Seit dem Jahr 2000 lebt er in Lloret de Mar  an der Costa Brava und arbeitete zunächst als Türsteher.
Außerdem war er als Reiseleiter tätig und schulte Reiseleiter von Rainbow Tours.  Er hat in Lloret de Mar seine eigene Bar, „I love Lloret“ und arbeitet weiterhin als Reiseleiter und auch als Stimmungssänger. 2012 trat er außer in den Diskotheken Lloret de Mars auch in Deutschland auf, z. B. bei der N-Joy Starshow, beim Plaza Festival in Hannover und in der Alten Brauerei in Dessau.
Seine Lloret de Mar Hymne war das Titellied der Pro-Sieben-Pseudo-Doku-Soap We Love Lloret, in der er sich selbst verkörperte. 2020 nahm er an der Realityshow Like Me – I’m Famous teil und erreichte den vierten Platz. Sein Markenzeichen ist der weiße Frotteebademantel.
Seit 2023 ist der „König von Lloret de Mar“ bei dem Musik-Label Epic4You unter Vertrag. Sein letzter Song Alles Inklusive  wurde am 2. September 2023 in Zusammenarbeit mit dem Mediencampus.Keck in Mannheim veröffentlicht.

## Privatleben
Er hat einen Sohn (* 2005), der bei seiner Mutter in Deutschland lebt.

## Diskografie

### Alben
- I Love Eskalation , ESKALA Music (Alive)[12][13]

### Singles
- 2011: Lloret de Mar (Partyhymne)[14][3]
- 2012: Abi Abi Abitur Markus Becker featuring Don Francis, EMI Electrola[15]
- 2013: So schmeckt der Sommer
- 2013: Party bis zur Eskalation
- 2014: Gut Drauf [feat. Tray]
- 2015: Fliegen [feat. Tray] – Don Francis & Cosma Shiva Hagen
- 2017: Made in Germany (14. Juni 2017)
- 2018: Wir sind fürs Partylife geborn - Ina Colada & Don Francis (28. Mai 2018)
- 2019: Reiss den Hahn auf (Kein Problem) - Ikke Hüftgold & Don Francis (28. Februar 2019)
- 2019: Wunderschön (5. April 2019)
- 2019: Lloret Lloret (Wir fahren nach Lloret) - Don Francis (27. Juni 2019)
- 2023: Alles Inklusive

## Fernsehauftritte
- 2010: Menschen bei Maischberger (Das Erste)[16]
- 2010: 24 Stunden Reportage (Sat.1)[5]
- 2011: taff (Pro Sieben)
- 2012: Punkt 12 (RTL Television)[17]
- 2012: We Love Lloret (Pro Sieben)
- 2012: Nachtcafé (SWR Fernsehen)[18]
- 2012: Push – Das Sat.1-Magazin (Sat.1)[8]
- 2013: Promis suchen ein Zuhause (RTL II)
- 2014: Die Superchecker (RTL 2)
- 2017: Goodbye Deutschland (VOX)
- 2019: Abifahrt in Lloret de Mar - Eine Stadt wird zur Partymeile (Y-Kollektiv)
- 2020: Like Me – I’m Famous

## Belege
1. ↑  Chartquellen: DE
2. ↑  Augsburger Allgemeine: "Like Me – I’m Famous" am 18.8.20: Don Francis im Porträt. Abgerufen am 19. August 2020.
3. 1 2 3 4 5  Bericht über Don Francis (Memento des Originals vom 18. September 2011 im Internet Archive)  Info: Der Archivlink wurde automatisch eingesetzt und noch nicht geprüft. Bitte prüfe Original- und Archivlink gemäß Anleitung und entferne dann diesen Hinweis. in der Sendung taff vom 19. August 2011
4. ↑  Don Francis (Seite nicht mehr abrufbar, festgestellt im April 2018. Suche in Webarchiven)  Info: Der Link wurde automatisch als defekt markiert. Bitte prüfe den Link gemäß Anleitung und entferne dann diesen Hinweis. in: Kuhlage und Hardeland - Die N-JOY Morningshow auf N-Joy vom 29. Februar 2012
5. 1 2 3  Immer gut drauf! Reiseleiter im Sommerstress, Sat.1, 24 Stunden Reportage, 27. Juli 2010 (Memento vom 19. Dezember 2013 im Internet Archive) auf filmreif-tv.de
6. ↑  N-Joy Extra: Videointerview Don Francis plant Eskalation (Memento des Originals vom 5. Juni 2012 im Internet Archive)  Info: Der Archivlink wurde automatisch eingesetzt und noch nicht geprüft. Bitte prüfe Original- und Archivlink gemäß Anleitung und entferne dann diesen Hinweis. auf N-Joy zu seinem Auftritt in der N-Joy Starshow 2012
7. ↑   Bericht über Don Francis in der Sendung Punkt 12 vom 29. Juli 2013
8. 1 2   Hochsaison für Don Francis (Memento des Originals vom 14. Oktober 2012 im Internet Archive)  Info: Der Archivlink wurde automatisch eingesetzt und noch nicht geprüft. Bitte prüfe Original- und Archivlink gemäß Anleitung und entferne dann diesen Hinweis., Beitrag in: Push – Das Sat.1-Magazin vom 19. Juli 2012
9. ↑  http://www.n-joy.de/events/donfrancis171.html
10. ↑  http://www.festivalhopper.de/festival/tickets/plaza-festival-2012.php
11. ↑  http://eventstoday.de/SPRINGBEACH_Don_Francis_Eskalationstour_Live_aus_Lloret_de_Mar_Alte_Brauerei_Dessau-E840739.aspx?d=16.06.2012
12. 1 2  So hart wird an den Party Stränden geschuftet in: Hamburger Morgenpost vom 11. Juli 2011
13. ↑  Don Francis bei Discogs
14. ↑  Don Francis - "Lloret de mar Hymne" (Memento des Originals vom 15. Juli 2012 im Internet Archive)  Info: Der Archivlink wurde automatisch eingesetzt und noch nicht geprüft. Bitte prüfe Original- und Archivlink gemäß Anleitung und entferne dann diesen Hinweis. auf der Internetseite von VIVA Deutschland
15. ↑   MARKUS BECKER UND DON FRANCIS STARTEN MIT „ABI ABI ABITUR“ (Memento vom 20. März 2012 im Internet Archive) auf mallorca-tophits.de vom 16. März 2012
16. ↑  Bildungsdebatte mit Hofnarr im Bademantel in: Die Welt vom 20. Oktober 2010
17. ↑  Der „König vom Goldstrand“ hautnah. (Memento vom 17. Juni 2012 im Internet Archive)
18. ↑  Lebe lieber unvernünftig (Memento des Originals vom 18. Juli 2011 im Internet Archive)  Info: Der Archivlink wurde automatisch eingesetzt und noch nicht geprüft. Bitte prüfe Original- und Archivlink gemäß Anleitung und entferne dann diesen Hinweis., Nachtcafé vom 15. Juli 2012, SWR Fernsehen

| Personendaten    | Personendaten                               |
| ---------------- | ------------------------------------------- |
| NAME             | Francis, Don                                |
| ALTERNATIVNAMEN  | Hage, Francis (wirklicher Name)             |
| KURZBESCHREIBUNG | deutscher Partyveranstalter und Entertainer |
| GEBURTSDATUM     | 1974                                        |
| GEBURTSORT       | Hamburg                                     |